# Kilis
Kilis este un oraș din Turcia.